# Giuseppe Montanucci
Giuseppe Montanucci (Orvieto, 3 luglio 1922 – Roma, 7 dicembre 2000) è stato un grafico e gallerista italiano.

## Biografia
Nato in una famiglia di artigiani, mostra precocemente una predilezione particolare per il disegno e la pittura. Si arruola come aviere di leva a 19 anni e partecipa al secondo conflitto mondiale, combattendo in territorio albanese. Dopo l’armistizio dell’8 settembre 1943 si unisce ai partigiani delle Brigate Garibaldi impegnati in Jugoslavia contro gli eserciti dell’Asse. Tornerà in Italia nel marzo 1945: sbarcato a Taranto, rientra a Orvieto con mezzi di fortuna, percorrendo lunghi tratti a piedi. Dal maggio 1946 è in congedo illimitato.
Nel 1947 frequenta a Roma i corsi professionali della sezione Arti grafiche e pubblicitarie del Convitto Scuola della Rinascita, inizialmente riservati agli ex partigiani. I corsi saranno poi trasferiti a Milano. Tra i suoi docenti vi sono il grafico Albe Steiner, direttore della scuola, i designer Max Huber, Luigi Veronesi e Remo Muratore, l’ex direttore del Bauhaus Hannes Meyer, lo storico dell’arte Mario De Micheli, Gabriele Mucchi, Alfaro Siqueiros.
In questi stessi anni, studia l’opera dell’incisore, tipografo e stampatore parmense Giambattista Bodoni, perfezionandosi nel disegno manuale di lettere e caratteri. Approfondisce il linguaggio della comunicazione grafica e artistica nei suoi diversi aspetti, specializzandosi nell’ideazione di marchi e di allestimenti per esposizioni, nei diversi procedimenti per la stampa, nella fotografia. Contemporaneamente, partecipa alla progettazione e alla realizzazione dei materiali di propaganda del Partito comunista italiano e di altre organizzazioni della sinistra milanese.

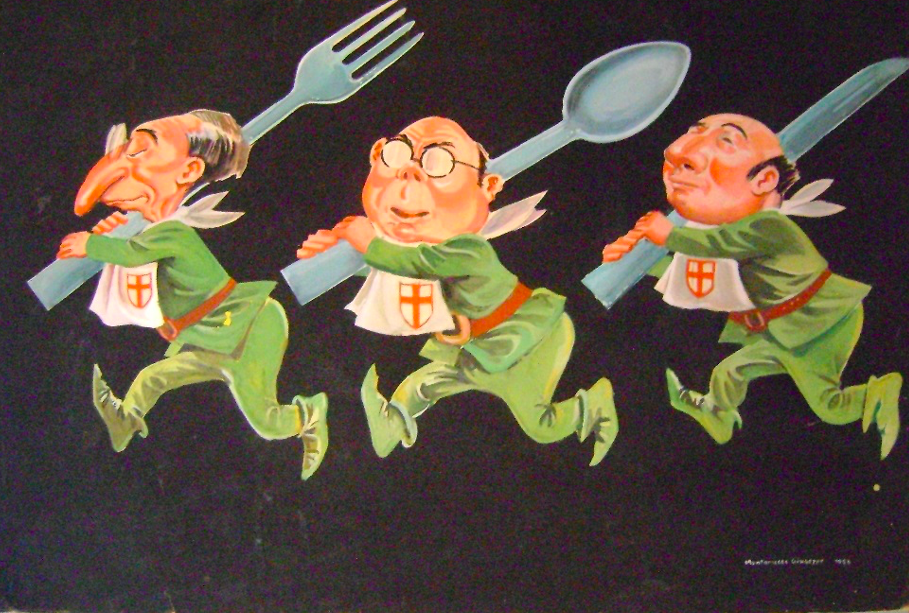
Bozzetto per il manifesto Contro la corruzione, con le caricature dei democristiani De Gasperi, Gonella e Scelba (1953).

Nel 1953 si trasferisce a Roma, presso il Centro grafico della Sezione stampa e propaganda del Pci. Disegna volantini, manifesti e opuscoli, quindi collabora con Steiner all’impostazione grafica delle riviste Vie nuove, Rinascita, Noi donne, Il Pioniere, Il Contemporaneo, Critica marxista. Per le elezioni politiche del 7-8 giugno 1953, in una campagna dominata dal dibattito sulla legge elettorale (ribattezzata legge truffa), realizza il celebre manifesto satirico Contro la corruzione che mostra le caricature del presidente del Consiglio Alcide De Gasperi, del segretario della Democrazia cristiana Guido Gonella e del ministro dell'interno Mario Scelba in marcia con forchetta, cucchiaio e coltello sulle spalle.
Nel 1954 riceve l’incarico di art director presso Editori riuniti. Realizza i loghi della giovanissima casa editrice e concepisce la veste grafica di gran parte del suo catalogo, firmando molte delle copertine dei volumi editi. Per alcune edizioni, cura in prima persona la ricerca fotografica e iconografica. Per la parte illustrativa, si avvale della collaborazione di affermati artisti stranieri e italiani (tra gli altri, Renzo Vespignani, Corrado Cagli, Renato Guttuso, Ugo Attardi, Ennio Calabria e Piero Guccione).
Nei primissimi anni Sessanta collabora con Steiner al restyling grafico della rivista Rinascita, di cui cura personalmente l’impaginazione fino al 1964, quindi firma il nuovo layout del settimanale della Cgil Rassegna sindacale.

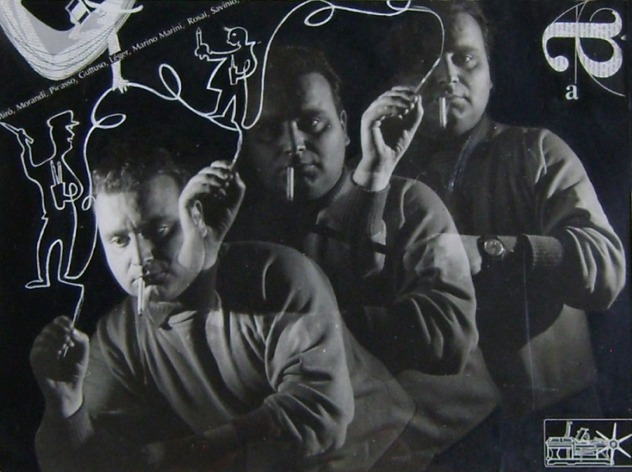
Giuseppe Montanucci al lavoro, fotomontaggio, collage e tecnica mista (anni Sessanta).

Curatore di cataloghi, libri, cartelle di opere grafiche per alcune gallerie d’arte romane, nel 1967 inaugura a Orvieto, insieme al fratello Giulio, la galleria d’arte contemporanea Maitani, con l’obiettivo di stimolare la vita culturale del territorio e promuovere le creazioni di artisti contemporanei umbri, nazionali e internazionali.
Nel 1969 fonda a Roma, in via Ripetta, la galleria d’arte contemporanea Il Grifo, diretta fino al 1982 insieme alla moglie Giusy Venturi. Nelle sue sale si avvicendano rassegne di storici e critici d’arte diversi (tra gli altri, Mario De Micheli, Giorgio Di Genova, Enrico Crispolti, Lorenza Trucchi e Antonio Del Guercio). Le Edizioni Il Grifo, costituite anch'esse da Montanucci, pubblicano cataloghi e libri d’arte in continuità con l'attività espositiva della galleria.

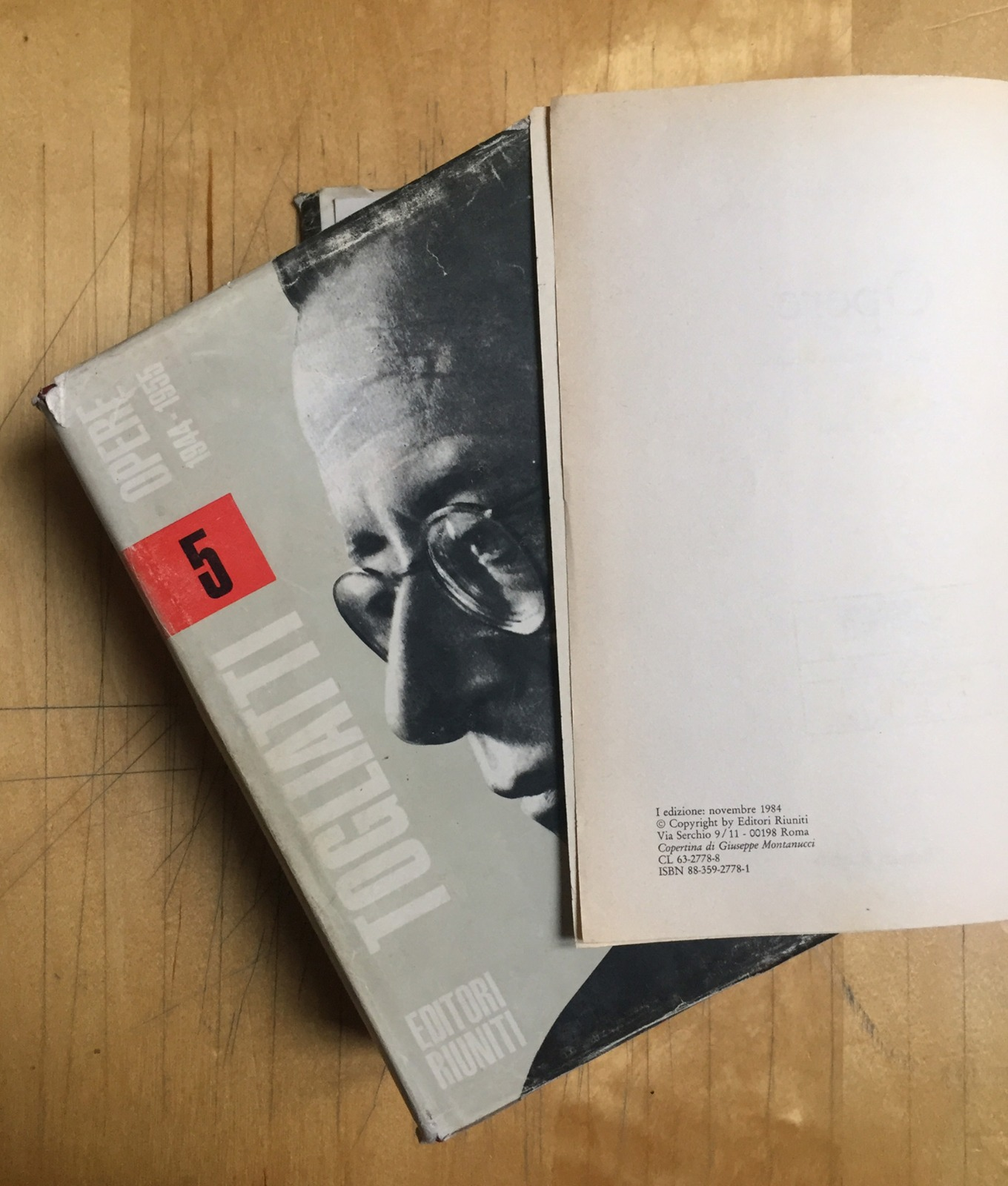
Palmiro Togliatti, Opere 1944-1955, a cura di Luciano Gruppi, Roma, Editori riuniti, 1984 (copertina di Giuseppe Montanucci).

Nel 1971 vince al Premio Viareggio il riconoscimento “Copertina” per la sua attività di grafico editoriale. Nello stesso anno è chiamato a organizzare con Rafael Alberti e José Ortega la mostra d’arte Amnistia. Que trata de Spagna, voluta da Cgil-Cisl-Uil a sostegno dei lavoratori spagnoli che stanno lottando per l’amnistia ai prigionieri politici e sindacali rinchiusi nelle carceri franchiste. La mostra – composta dalle opere donate dai più grandi artisti spagnoli (tra questi, Pablo Picasso, Joan Mirò, Antoni Tàpies), da personalità italiane e francesi – viene allestita a Milano, nella Sala delle Cariatidi di Palazzo Reale, e inaugurata il 2 febbraio 1972, con catalogo e manifesto curati dallo stesso Montanucci.
Nel 1977 rende omaggio ad Albe Steiner, scomparso nel 1974, con una mostra a lui dedicata, progettata insieme a Lica, moglie del maestro milanese.
Negli anni Ottanta e Novanta continua a collaborare con case editrici specializzate e a curare gli allestimenti di grandi esposizioni a Roma e in Italia: tra le altre, si ricordino la mostra antologica dedicata allo scultore Emilio Greco, allestita a Castel Sant’Angelo nell'estate del 1983, e quella su Corrado Cagli dell'estate successiva.
Muore a Roma il 7 dicembre 2000.
L'archivio di Giuseppe Montanucci e Giusy Venturi è conservato a Roma, presso la Fondazione Gramsci, che lo ha acquisito tra il 2021 e il 2022. Alcuni suoi lavori editoriali e grafici fanno parte della collezione della Biblioteca comunale “Vincenzo Cardarelli” di Tarquinia.